# (24997) Petergabriel
(24997) Petergabriel ist ein Asteroid des inneren Hauptgürtels, der am 23. Juli 1998 im Rahmen des OCA-DLR Asteroid Surveys (O.D.A.S.), einem Projekt des OCA (Observatoire de la Côte d’Azur) und des DLR (Deutsches Zentrum für Luft- und Raumfahrt), am 90-cm-Schmidt-Teleskop des französischen Observatoire de Calern (IAU-Code 910) entdeckt wurde.
Die Bahndaten des Asteroiden entsprechen der Nysa-Gruppe, einer nach (44) Nysa benannten Gruppe von Asteroiden (auch Hertha-Familie genannt, nach (135) Hertha).
(24997) Petergabriel wurde am 19. August 2008 nach dem englischen Musiker Peter Gabriel benannt.